# Vlag van Haarlemmermeer
De vlag van Haarlemmermeer werd op 2 januari 2019 per raadsbesluit door de Noord-Hollandse gemeente Haarlemmermeer aangenomen als de gemeentelijke vlag. De vlag is afgeleid van het gemeentewapen uit 2018, dat is samengesteld uit het voorgaande wapen van Haarlemmermeer en het wapen van Haarlemmerliede en Spaarnwoude. De aanleiding tot de wijziging van wapen en vlag was de fusie tussen beide gemeenten.

## Vorige vlaggen

### Eerste vlag (1938)
De eerste vlag van Haarlemmermeer was van 1938 tot 1965 in gebruik. Deze vlag bestond uit twee horizontale banen in blauw en wit.

### Tweede vlag (1965)
De tweede vlag was per 1 januari 1965 officieel ingesteld. Deze vlag kan als volgt worden beschreven:
Twee even hoge horizontale banen waarvan de onderste blauw en de bovenste wit van kleur is, beladen met het schild van het gemeentewapen aan de stokzijde van de vlag midden over de scheidingslijn van beide banen.
Volgens Sierksma was de vlag in 1962 reeds (onofficieel) in gebruik.

?Eerste vlag van Haarlemmermeer (1938-1965)
?Tweede vlag van Haarlemmermeer (1965-2019)

## Verwante symbolen

Het wapen van Haarlemmermeer (2018)
Het wapen van Haarlemmermeer (1856)
Het wapen van Haarlemmerliede en Spaarnwoude